# Струков, Григорий Никанорович
Григорий Никанорович Струков (1771 — 28 января 1846) — полковник, действительный статский советник, участник Кавказских и Среднеазиатских походов.

## Биография
Родился в 1771 году.
На военную службу вступил в 1780 году сержантом в армейский полк и по 1792 год находился в составе армии, которая действовала на Кавказе, под начальством генералов Текели, Бибикова и впоследствии И. В. Гудовича. Он принимал участие во всех бывших в то время стычках с горцами, между прочим в деле при реке Кубани, где русские войска разбили турецкую армию и захватили в плен её предводителя, сераскира Батал-Бея-пашу.
В 1791 году Струков отличился при взятии штурмом генералом Гудовичем города Анапы, являвшегося одною из сильнейших твердынь горцев и находившегося под защитою 10 тысяч турок и 15 тысяч татар и черкесов, наконец, в штурме отрядом Гудовича крепости Суджук-Кале. В обоих последних делах Струков имел несколько случаев выказать исключительную храбрость, за что и был награждён чином поручика. Генерал И. И. Герман, бывший его непосредственным начальником в этих боях, в своих записках отмечает «неутомимое усердие» Струкова, которое «весьма облегчило и немало способствовало ко всеобщему благу».
Своими способностями и усердием к службе он вскоре обратил на себя внимание высшего начальства и в 1796 году, состоя в чине капитана, был назначен в свиту Его Императорского Величества, по квартирмейстерской части. Позже, находясь при главнокомандующем литовской армией, князе Репнине, Струков много раз исполнял различные военные поручения. Он был участником военных действий против поляков и за отличие при взятии Вильны в 1794 году был награждён чином майора. В 1799 году награждён орденом Св. Анны 3-й степени.
В 1799 году Струков был Высочайше назначен в сформированный в Ревеле для отплытия в Голландию корпус Германа. В сражении с французами и голландцами при местечке Гельдер Струков командовал отдельной частью; смелым приступом он взял ретраншемент французско-батавской армии и преследовал неприятеля до Бергена. Защищая при удалении французских войск левый фланг, на который был сделан сильный натиск, Струков оказал отчаянное сопротивление, но был смят, лично изранен и захвачен в плен, после чего более года содержался в Лилле.
Вернувшись через год из французского плена, он должен был хлопотать о вторичном определении на службу, так как его исключили из списков, считая убитым.
В 1802 году Струков был награждён чином полковника и назначен обер-квартирмейстером к командовавшему Оренбургским корпусом и военному губернатору князю Волконскому. По поручению последнего, он производил съёмки в Киргизской степи и, первый из русских, с ничтожным отрядом подошёл близко к границам Бухарского ханства.
В 1810 году Струков был командирован для осмотра Киргизской степи и для устройства новой линии между оренбургской и сибирской границами. 26 ноября 1811 года ему за беспорочную выслугу 25 лет в офицерских чинах был пожалован орден Св. Георгия 4-й степени (№ 2319 по кавалерскому списку Григоровича — Степанова).
Когда наступил 1812 год, он хотел ехать на место самых серьёзных военных действий, но получил Высочайшее повеление провести новую границу и устроить военную линию по реке Илек, где через несколько лет, благодаря заботам и трудам Струкова, было устроено до 20 казачьих станиц, пришедших впоследствии в цветущее состояние. В том же 1812 году Струков много содействовал предотвращению готового подняться в крае башкирского бунта. Около этого же времени он устроил новый солевозный путь для доставки илецкой каменной соли от места её разработки прямо до Самары.
В 1816 году он был переименован в действительные статские советники и назначен управляющим Илецким соляным промыслом; согласно Высочайшей воле, он устроил управление этого промысла. В 1840 году Струков вышел в отставку после службы, продолжавшейся более 60 лет. Он был лично известен императору Александру I, посетившему в 1824 году Илецкую Защиту и выразившему ему свою благодарность. Наиболее осязательным следом деятельности Струкова является крепость Илецкая Защита: не только сама крепость, но и соляной промысел, и прекрасная каменная церковь в греческом стиле, и общественный парк, в многое другое, все это обязано своим устройством исключительно энергии и деятельности Струкова.
Умер 28 января 1846 года в Илецкой Защите. Его именем назван старейший парк Самары — Струковский сад.